# Държавно устройство на Мианмар
Мианмар е унитарна парламентарна република с военна диктатура.

## Законодателна власт
Законодателен орган в Мианмар е еднокамарен парламент „Народна асамблея“, съставена от 492 места, избират се за срок от 4 години, но впоследните години не се свикват избори (от 27 май, 1990).

## Съдебна власт
Съдебната система в Мианмар е много ограничена, няма гаранция на справедлив съдебен процес, поради зависимостта си от изпълнителната власт. Висш съдебен орган е Върховния съд.